# Чарчаљини (Кјети)
Чарчаљини (итал. Ciarciaglini) је насеље у Италији у округу Кјети, региону Абруцо.
Према процени из 2011. у насељу је живело 17 становника. Насеље се налази на надморској висини од 161 м.